# Ivar Backlund
Gustav Ivar Backlund, född 14 februari 1892 i Göteborg, död 5 juli 1969 i Stockholm, var en svensk militär (generallöjtnant).

## Biografi
Backlund, vars far var läkare, blev underlöjtnant vid Göta livgarde 1912 och studerade vid Krigshögskolan 1918–1920. Han blev kapten vid generalstaben 1924 och major 1934, var adjutant hos Försvarsministern 1926–1928, generalstabsofficer vid Militärläroverksinspektionen 1928–1933 och lärare vid Artilleri- och ingenjörhögskolan 1933–1937. Backlund var överstelöjtnant och souschef i lantförsvarets kommandoexpedition 1937–1939 och överste och chef för Dalregementet 1940–1944. Han var 1944–1946 kommendant på Bodens fästning, blev chef för arméstaben och generalstabskåren 1946 och generalmajor samma år. Åren 1948–1955 var Backlund militärområdesbefälhavare över VII. militärområdet, 1955–1956 chef för Krigshögskolan och befordrades 1957 till generallöjtnant. Han gjorde sig även känd som en framstående militär idrottsledare. Backlund blev ledamot av Kungliga Krigsvetenskapsakademien 1938. Han är begravd på Norra begravningsplatsen utanför Stockholm.

## Utmärkelser

### Svenska utmärkelser
- Kommendör med stora korset av Svärdsorden, 6 juni 1953.[5]
- Kommendör av första klassen av Svärdsorden, 6 juni 1946.[6]
- Kommendör av andra klassen av Svärdsorden, 15 november 1943.[7]
- Riddare av första klassen av Svärdsorden, 1933.[8]
- Riddare av Nordstjärneorden, 1939.[9]
- Riddare av första klassen av Vasaorden, 1928.[10]

### Utländska utmärkelser
- Kommendör av Finlands Vita Ros’ orden, tidigast 1940 och senast 1942.[11][12]
- Kommendör av andra klassen av Finlands Vita Ros’ orden, tidigast 1935 och senast 1940.[11][13]
- Kommendör av Finlands Lejons orden, tidigast 1947 och senast 1950.[14][15]
- Tyska örnens orden (med grad som på svenska angivits som Kommendör), 1942.[12][16]
- Riddare av Belgiska Leopoldsorden, tidigast 1925 och senast 1928.[17][18]